# Masinko

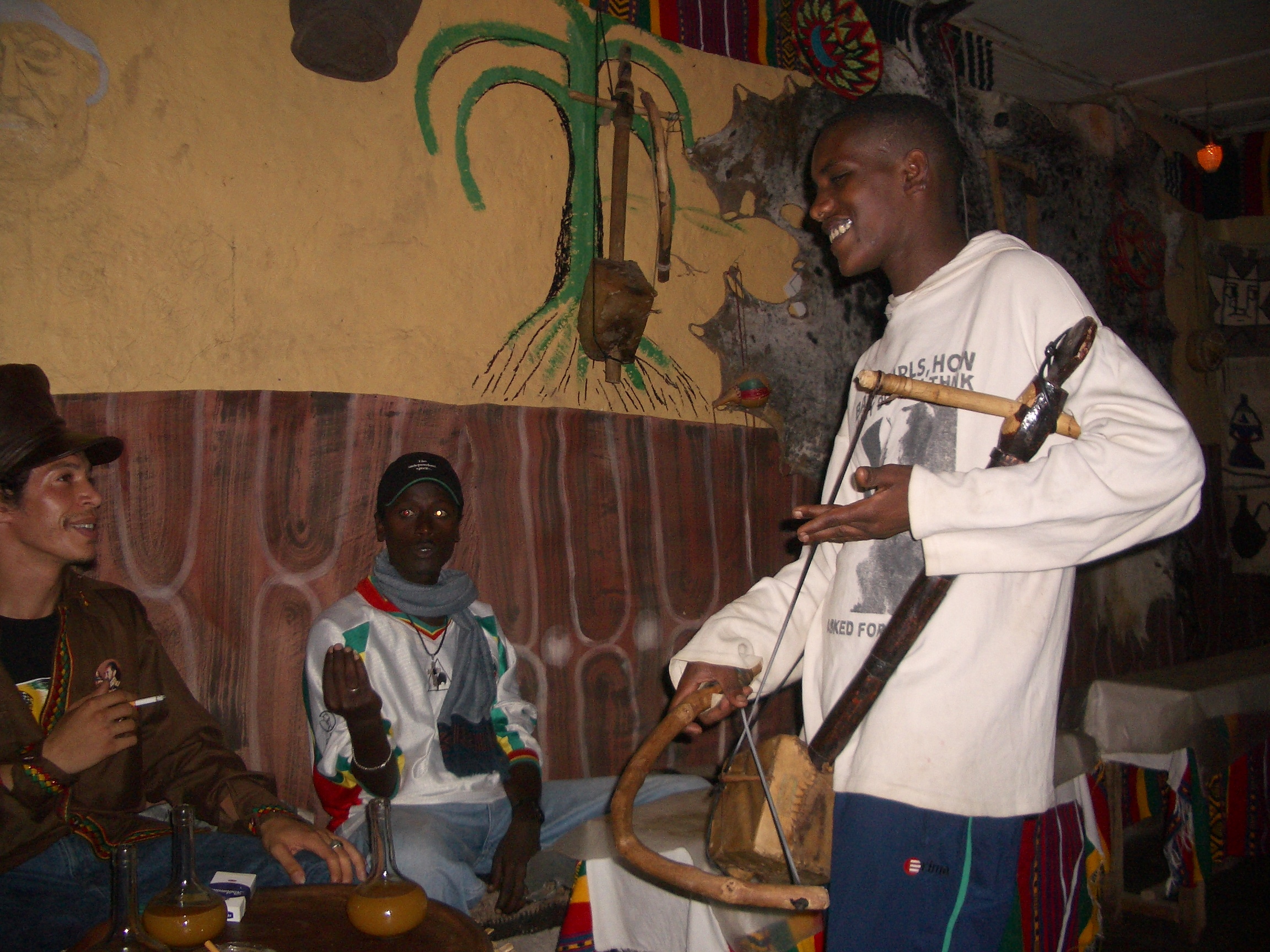
Azmari-Unterhalter in einem Tej bet

Die Masinko, auch masinqo, masenqo, messenqo, massaneqo, ist eine einsaitige Kastenspießlaute in Äthiopien. Das einzige traditionelle Streichinstrument des Landes wird meist von professionellen Balladensängern (Azmaris) zur Unterhaltung gespielt.

## Herkunft und Verbreitung
Die in Nordafrika weit verbreiteten Spießlauten werden in drei Gruppen unterteilt, deren Bauform auf eine unterschiedliche Herkunft verweisen. Bei Spießlauten geht der lange gerade, aus einem Holzstab bestehende Hals durch den Korpus hindurch und ragt an der gegenüberliegenden Seite ein kurzes Stück hinaus. In Westafrika sind Binnenspießlauten mit schalenförmigen Resonanzkörpern verbreitet. Hierzu zählen die Zupflauten ngoni in Mali und ihre Verwandten in der Sahara: die tidinit in Mauretanien und die tahardent, ihr Gegenstück bei den Tuareg, sowie die einsaitige Fiedel imzad der Tuareg und die goge, dasselbe, von den Hausa gespielte Instrument. Sie gelangten früh aus Ägypten in den Maghreb, wurden dort von den arabischen Eroberern aufgegriffen und mit der Islamisierung ab dem 11. Jahrhundert nach Süden in die westliche Sudanregion gebracht. In Ostafrika sind seit dem Ende des 19. Jahrhunderts einige Röhrenspießgeigen vom Typ der ugandischen endingidi verbreitet, deren Ursprung in China vermutet wird.
Die dritte, seltenere Gruppe sind die Kastenspießlauten, deren rechteckiger Korpus aus vier zu einem Rahmen zusammengefügten Brettern besteht. Am bekanntesten ist die dreisaitige marokkanische Zupflaute gimbri. Von den früher auch nördlich der Sahara verbreiteten einsaitigen Spießgeigen ist praktisch nur noch der selten gespielte ribab der marokkanischen Schlöh-Berber mit einem kleinen kastenförmigen Resonanzkörper übriggeblieben. Der Ursprung der einsaitigen kastenförmigen Spießgeigen wird in der von den arabischen Beduinen gespielten „Poetenfiedel“ rabābah gesehen. Wie der Beiname ausdrückt, ist dieses beidseitig mit Tierhaut bespannte Instrument Bestandteil alter regionaler Erzähltraditionen und wurde früher hauptsächlich von den Sulubba (Sulaib, Sleb), einem verachteten Stamm von Schmieden, Kesselflickern und Eselzüchtern gespielt. In Variationen des Wortes rabāb sind zahlreiche weitere Saiteninstrumente von Marokko bis Südostasien (rebab) bekannt. Das Verbreitungsgebiet der masinko entspricht etwa dem der äthiopischen endgeblasenen Flöte waschint mit vier Grifflöchern. Dass in Westafrika bei den Tuareg eine nahezu identische Flöte vorkommt, erhärtet den Zusammenhang zwischen der masinko und der dortigen Fiedel imzad.
Die Tradition der von einer masinko begleiteten Azmari-Lieder lässt sich ab dem 16. Jahrhundert in schriftlichen Quellen nachweisen. Eine masinko ist in einer äthiopischen Handschrift vom Anfang des 18. Jahrhunderts abgebildet. Der schottische Reisende James Bruce sah 1774 in Äthiopien, dass Muslime die masinko spielten und attestierte ihr eine arabische Herkunft.

## Bauform

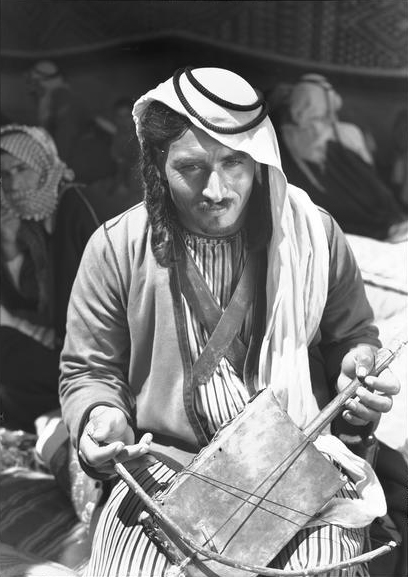
Rabābah. Kastenförmiges Streichinstrument der Beduinen. Transjordanien in den 1940er Jahren. Vorbild für die masinko

Die beduinische rabābah besitzt einen quadratischen Korpus, der rechtwinklig in Seitenmitte vom hölzernen Halsstab durchdrungen wird. Bei der masinko verläuft der Hals diagonal durch Bohrungen in gegenüberliegenden Ecken des quadratischen oder rautenförmigen Korpus. Während beim marokkanischen ribab der Wirbel schräg durch das Halsende gesteckt ist, sodass die Saite asymmetrisch auf einer Seite zum Steg führt, ragt der lange Wirbel bei rabāba und masinko rechtwinklig nach vorn. Die einzige Rosshaarsaite verläuft mit über zehn Zentimetern Abstand zum Hals vom Wirbel bis über den Steg. Direkt dahinter wird sie, entsprechend den westafrikanischen Schalenlauten vom ngoni-Typ, an eine Schnur oder Lederschlinge geknotet, die wiederum am Halsspieß, der an der unteren Korpusecke etwas herausragt, befestigt ist. Anstelle von Decke und Boden aus festem Material ist der Korpusrahmen beidseitig mit ungegerbter Kuh- oder Ziegenhaut überzogen. Eine seitlich umlaufende Naht verbindet die Hautstücke. Als Steg dient ein V-förmiger verholzter Zweig, der in zwei Positionen mit unterschiedlichem Klangresultat aufgestellt werden kann: Ruht der Steg mit einem der beiden Beine auf dem äußeren Holzrahmen, erfolgt die Schwingungsübertragung von der Saite nur über das andere Bein auf die Hautmembran, was einen sauberen Ton ergibt. Dagegen erzeugt ein mittig auf die Membran und leicht schräg aufgestellter Steg einen weniger klaren Ton.
Für den Korpusrahmen eignen sich neben selbst gefertigtem Bauholz auch Bretter von Übersee-Verpackungskisten oder Einwegpaletten. Die Holzbearbeitung geschieht erst grob mit dem Beil, dann mit Glasscherben als Schaber, schließlich zur Glättung mit Schleifpapier. Um die frische Tierhaut zu reinigen, wird sie zunächst in kochendes Wasser eingelegt, dann zusammengerollt, mit einem Tuch umwickelt und in luftdichtes Material eingepackt. Nach vier bis sieben Tagen ist das Fell genügend aufgeweicht, sodass es in warmem Wasser abgeschabt werden kann. Die feucht aufgezogene Haut spannt sich beim Trocknen von selbst und erreicht dadurch die notwendige Festigkeit. Der 35 bis 40 Zentimeter lange Streichbogen (degan) besteht aus einem Aststück, das über dem Feuer erhitzt und an den Enden mit einer Schnur zum gewünschten Halbkreis gespannt wird. Nach einer Woche Trocknung ist die Form ausreichend stabilisiert, der Ast wird auf das erforderliche Längenmaß gekürzt und mit einem Büschel aus etwa 130 Pferdehaaren bezogen. Um die Reibung zu erhöhen streicht der Spieler die Bogenhaare mit Weihrauchharz ein.
Es gibt regional unterschiedliche Korpusgrößen. Bei den Tigray im Norden ist er etwa doppelt so groß wie bei den Oromos im Süden, während die Amharen ein mittelgroßes Instrument bauen. Die Oromo verwenden sowohl für die masinko, als auch für die Schalenleier krar den Begriff timbo.

## Spielweise

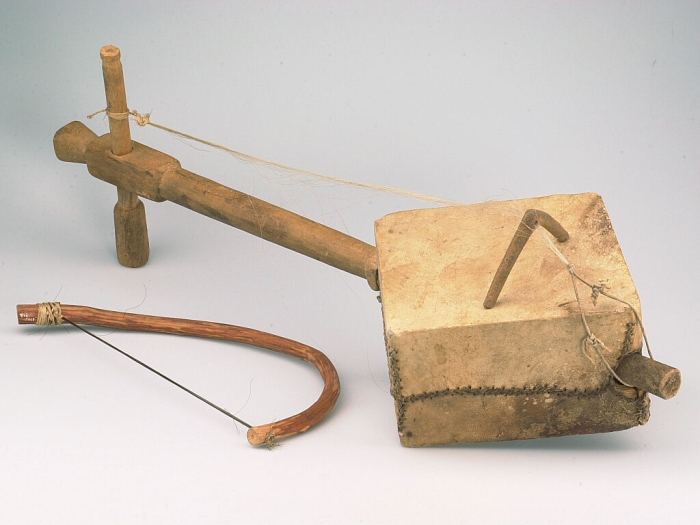
Masinko aus Addis Abeba. Sammlung des Tropenmuseums, Amsterdam, vor 1961

Der Spieler hält die masinko im Sitzen senkrecht zwischen den Knien, den Hals an die linke Schulter gelehnt. Im Stehen spielende Azmaris tragen das Instrument an einem diagonal über die Schulter hängenden Gurt. In beiden Positionen ragt das untere Ende des Wirbels in die linke Achselhöhle. Mit der linken Handinnenfläche am Hals berühren sie die Saite mit gestreckten Fingern leicht von der Seite. Es gibt kein Griffbrett, um die Saite niederzudrücken. Die mit schnellen Bogenbewegungen gestrichene masinko verfügt über einen warmen vollen Klang und kann mit erstaunlicher Virtuosität gespielt werden. Bei Instrumentalstücken wird die Grundmelodie reich ornamentiert, als Begleitinstrument folgt die masinko ungefähr der Gesangsstimme.
Azmaris waren früher den Adligen zu Diensten. Heute tragen sie Preis- und Schmählieder entweder als Alleinunterhalter oder mit einer Sängerin in Tej bets vor, einfachen Gaststätten, in denen der Honigwein Tej ausgeschenkt wird. Im Duo beginnt die Frau mit dem Gesang, darauf folgt der Mann, bis beide gemeinsam singen. Die Sängerin schüttelt ihre Schultern im Eskista, dem traditionellen Tanz der Amharen. Frauen allein treten nicht musizierend auf. Die wandernden Balladensänger verfügen über ein Repertoire mit mythologisch überhöhten Erzählungen aus der Vergangenheit, alten Kampfliedern und Alltagsgeschichten. Für ihre Auftraggeber bei Hochzeiten und anderen Familienfeiern dichten sie Preislieder und kommentieren das Tagesgeschehen; der improvisierte Spott der Azmaris kann sich gegen die Politik im Allgemeinen oder gegen Anwesende im Saal richten, besonders wenn diese es versäumen, rechtzeitig einen kleinen Geldschein zuzustecken. Bei religiösen Feierlichkeiten mischen sich Azmaris unter die Menschenmenge, um mit christlichen Lobliedern und masinko-Spiel etwas Kleingeld zu verdienen. Trotz ihrer wichtigen kulturellen Funktion haben Azmaris traditionell einen niedrigen gesellschaftlichen Status. Einer der bekanntesten masinko-spielenden Azmaris ist Chalachew Ashenafi.
Im Hochland von Äthiopien kommen vier pentatonische Tonskalen (Modi, in Äthiopien kiñit) vor, die zugleich für eine bestimmte Liedgattung stehen. Eine davon, anchihoy, ist der Musik der Äthiopisch-Orthodoxen Kirche vorbehalten, die nicht auf der masinko gespielt wird. Bei den Azmaris am beliebtesten ist die Skala tizita, die für „Nostalgie“, „Gefühl“, „Erinnerung“ und „Sehnsucht“ steht und auch die melodische Basis eines embilta-Flötenensembles bildet. Azmaris machten tizita durch den von masinko oder krar begleiteten Gesang populär. Die wehmütig klingenden Melodien bilden den Grundstock für die in den 1960er Jahren entwickelte äthiopische Jazzmusik. Auch die klassische Skala ambassel und die mit ihr verwandte Skala batti können auf der masinko gespielt werden. Eine der beiden Varianten des ambassel entspricht dem mixolydischen Modus. Daneben sind der dorische und phrygische Modus geläufig. Die Saiteninstrumente werden entsprechend der jeweiligen Skala (kiñit) gestimmt.
Neben der Barden-Musik der Azmaris existieren Orchester, in denen die masinko in der weltlichen Unterhaltungsmusik mit anderen traditionellen Melodieinstrumenten und Trommeln zusammenspielt. Eine typische Besetzung besteht aus zwei masinko, einer krar und ein bis drei Bambuslängsflöten (waschint). Die doppelfelligen, mit den Händen geschlagenen Trommeln kebero und atamo spielen allgemein nur eine untergeordnete Rolle.

## Diskografie
- Orchestra Ethiopia. Ethiopiques 23. Buda Musique, Paris
- Traditionelle Musik aus Äthiopien. Alemayehu Fantaye (masinko, krar, beganna, Gesang), Yohannes Afework (washint). Acustic Music Records, Osnabrück 1994